# Am Frankfurter Tor
Am Frankfurter Tor ist ein Jazzalbum von Anna Kaluza und Jan Roder. Die im September 2020 im Berlinaudio Studio, Berlin, entstandenen Aufnahmen erschienen am 6. Mai 2022 auf Relative Pitch Records. Benannt ist das Album nach dem gleichnamigen Platz im Berliner Ortsteil Friedrichshain am östlichen Ende der Karl-Marx-Allee.

## Hintergrund
Die in Berlin lebende Altsaxophonistin Anna Kaluza und der Kontrabassist Jan Roder trafen sich erstmals 2004, als sie anfingen, in verschiedenen Besetzungen zusammenzuarbeiten. So spielten sie im Kaluza Quartett mit dem Posaunisten Christof Thewes und dem Schlagzeuger Kay Lübke (Jack, 2024) sowie in Trios mit dem Pianisten Niko Meinhold oder mit dem Schlagzeuger Michael Griener. 2020 gaben sie ihr erstes Duo-Konzert in der Kunstgalerie Hošek Contemporary, die sich auf einem Lastkahn in Berlin befindet, und beschlossen daraufhin, ihre Arbeit als Duo fortzusetzen. Im September 2020 gingen Kaluza und Roder ins Studio von Christian Betz in Berlin-Friedrichshain, um Am Frankfurter Tor aufzunehmen.

## Titelliste
- Anna Kaluza & Jan Roder - Am Frankfurter Tor (Relative Pitch Records RPR 1140)[2]

1. eins 3:36
2. zwei 5:29
3. drei 2:48
4. vier 9:46
5. fünf 7:16
6. sechs 4:01
7. sieben 2:42
8. acht 6:13
9. neun 3:56
10. zehn 9:15

Die Kompositionen stammen von Anna Kaluza und Jan Roder.

## Rezeption

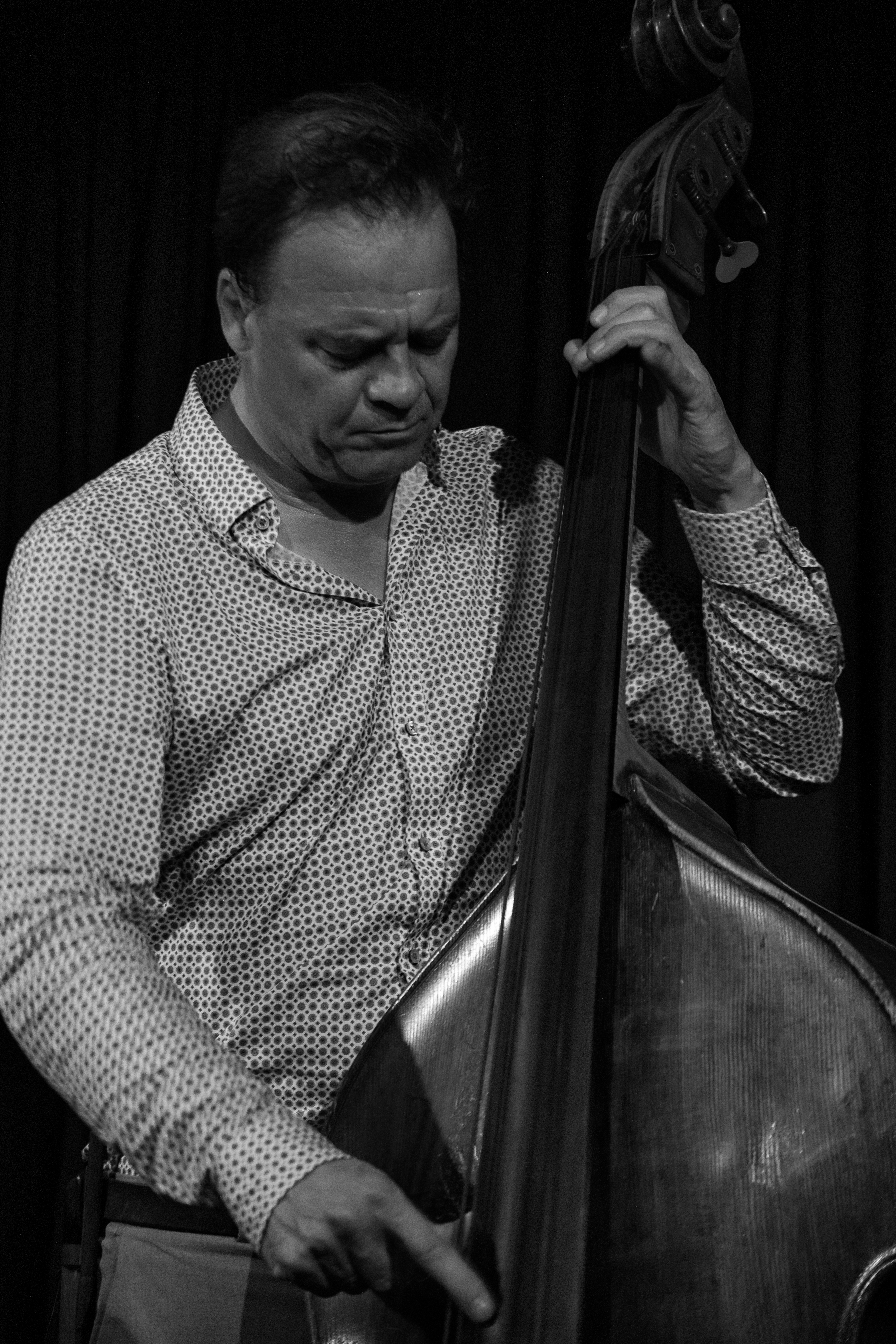
Jan Roder mit Key & Screws beim Konzert im club W71, Weikersheim 2022

Nach Ansicht von Mark Corroto, der das Album in All About Jazz rezensierte, haben die zehn Stücke eine gewisse Lässigkeit, von der man sich aber nicht täuschen lassen sollte, denn hierin stecke eine Leidenschaft und Kraft, die man nicht überhören kann. Kaluzas Saxophon würde mit ihrer unbekümmerten Herangehensweise manchmal an den Sprezzatura-Sound von Paul Desmond erinnern. An anderen Stellen verbreite sie eine an Anthony Braxton erinnernde Atmosphäre, wenn sie sich durch einen Lauf schneide. Die gesamte Musik entstehe als ein Tête-à-Tête mit Roders Bass; diese zehn Duette zeugten von einer auf Sympathie aufbauenden Partnerschaft.
Die zehn Stücke von «Am Frankfurter Tor» seien frei improvisiert und würden organisch fließen, strotzend vor natürlicher Energie, großer Intensität und Dringlichkeit, als ob Kaluza und Roder lange genug auf diese Gelegenheit gewartet hätten, meinte Eyal Hareuveni (Salt Peanuts). Und natürlich spüre man die tiefe und innige Beziehung zwischen zwei sehr erfahrenen Improvisatoren. Kaluza und Roder würden es schaffen, durch diese dramatischen, schnellen und straffen Improvisationen wie auf «vier» oder der rastlosen Ballade «fünf» augenblickliche und melodische Kompositionen zu skizzieren. Ihr Zusammenspiel verweise oft auf Post-Bop und Free Jazz, und ihr Spiel werde intensiver, rauer und wilder, wenn Roder bei «sechs» zum Bogen greift.